# 걸스 오브 막시
《걸스 오브 막시》(영어: Moxie, 영어: MOXiE!로 표현)는 2021년에 공개된 미국의 코미디 드라마 영화이다. 제니퍼 머투의 동명 청소년 소설이 원작이다.

## 줄거리
16살 비비언이 다니는 고등학교에 루시가 전학을 온다. 루시는 수업 시간에 소설 위대한 개츠비가 부자 백인 남성이 원하는 여성을 갖지 못하는 것을 한탄하는 내용이라고 비판한다. 이에 반박하며 개츠비를 두둔한 스타 운동 선수 미첼은 후에 루시가 자판기에서 뽑은 음료를 가로채고 위협하다가 그 안에 침을 뱉는다. 루시는 이를 학교에 알리지만 교장 셸리는 미첼에게 벌을 주지 않으려 한다.
다음 날 여학생들은 운동 선수 무리가 여학생들에게 모욕적인 딱지를 붙인 목록을 모두와 공유했다는 걸 알게 되고 수치심을 느낀다. 뒤틀린 성 차별 사고를 하는 미첼은 저급한 표현으로 루시를 조롱한다.
학교에서 여학생들을 상대로 이뤄지는 부당 대우를 지적하고 남학생들의 집단 괴롭힘, 성희롱, 강간을 고발할 방법을 고민하던 비비언은 엄마 리사의 옛 여성주의 잡지를 발견하고 이를 읽어나간다. 이 잡지에서 영감을 얻은 비비언은 현 상황에 저항하고 경각심을 일깨워 자율권을 되찾기 위해 소규모 발행 자비출판 잡지 "목시"(Moxie)를 창간해 학교에 익명으로 배포하기 시작한다.

## 출연
- 해들리 로빈슨 - 비비언 카터 역
- 알리시아 파스쿠알페냐 - 루시 허낸데즈 역
- 로런 차이 - 클로디아 역
- 니코 히라가 - 세스 어코스타 / "더 슈림프" 역
- 패트릭 슈워제네거 - 미첼 윌슨 역
- 에이미 폴러 - 리사 존슨 역
- 시드니 박 - 키라 패스칼 역
- 조지 토타 - CJ 역
- 마샤 게이 하든 - 말린 셸리 교장 역
- 아이크 배린홀츠 - 데이비스 씨 역
- 조서핀 랭퍼드 - 에마 커닝햄 역
- 클라크 그레그 - 존 역

## 시청 등급
- 대한민국: 15세이상관람가